# هان سانمينغ
هان سانمينغ (بالصينية: 韩三明) هو ممثل صيني، ولد في 1971 بفينيانغ في الصين.

## وصلات خارجية
- هان سانمينغ على موقع IMDb (الإنجليزية)
- هان سانمينغ على موقع قاعدة بيانات الأفلام العربية
- هان سانمينغ على موقع ألو سيني (الفرنسية)
- هان سانمينغ على موقع أول موفي (الإنجليزية)
- هان سانمينغ على موقع قاعدة بيانات الأفلام السويدية (السويدية)
- هان سانمينغ على موقع قاعدة بيانات الفيلم (الإنجليزية)
- هان سانمينغ على موقع كينوبويسك (الروسية)